# Gerbrand Bakker (Mediziner)

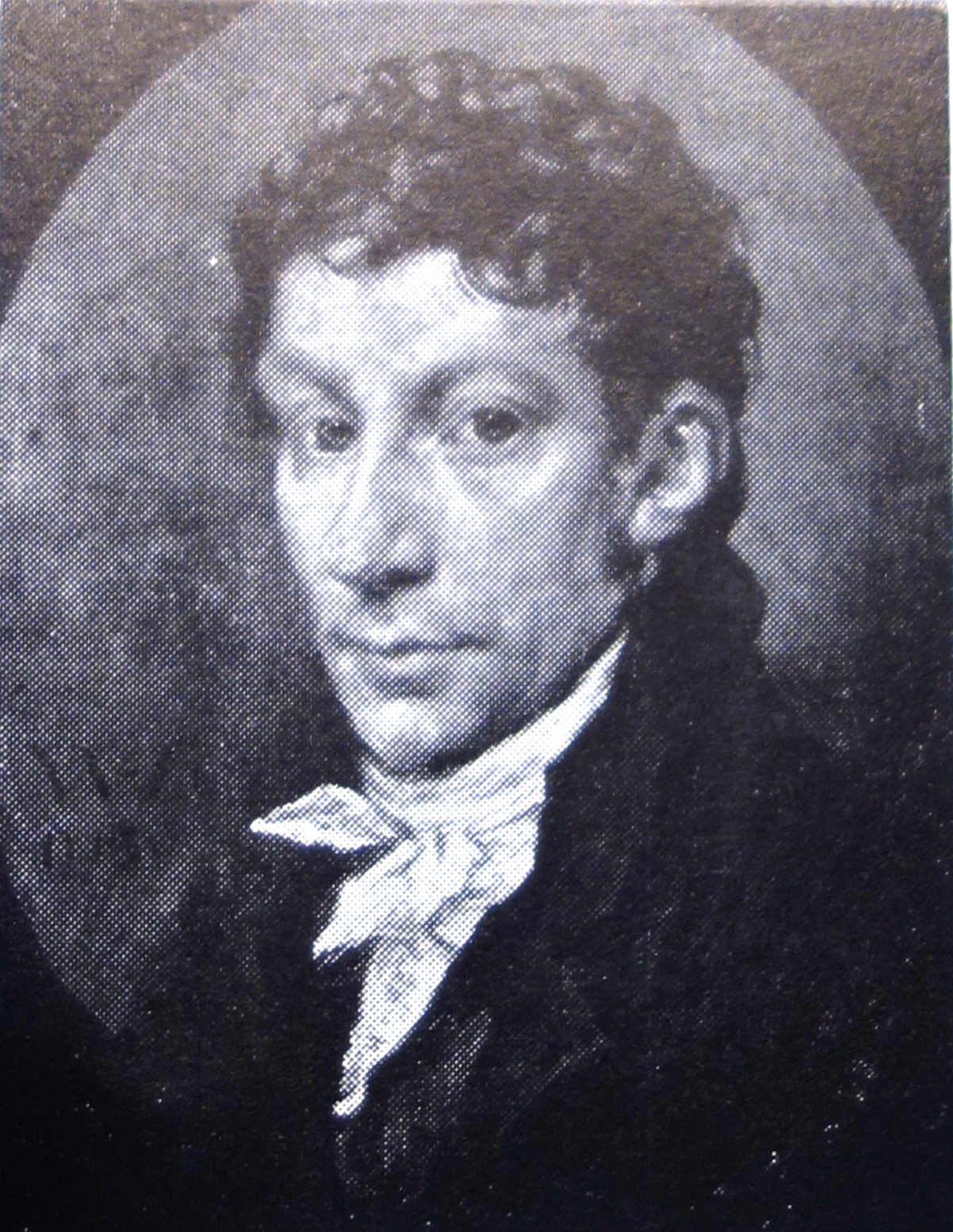
Gerbrand Bakker (1813) von Wybrand Hendriks

Gerbrand Bakker (* 1. November 1771 in Enkhuizen; † 15. Juni 1828 in Groningen) war ein niederländischer Mediziner.

## Leben
Gerbrand Bakker studierte an der Universität Groningen und der Universität Leiden Medizin, promovierte im Mai 1794 in Leiden mit seiner Dissertation De noxis, quas sua gravitate descendens materia purulenta aliquando in corpore humano exserit und wirkte anschließend als Arzt in Enkhuizen. Im Jahr 1806 wurde er Lektor für Anatomie, Chirurgie und Geburtshilfe in Haarlem, ein Jahr später bei Teylers Stichting mit dem Unterricht in vergleichender Anatomie beauftragt und 1811 auf eine Professur an die Universität Groningen berufen. Im Zeitraum 1820/1821 war er Rektor magnificus der Universität. In den Jahren 1826 und 1827 veröffentlichte er eine wissenschaftlich bearbeitete Beschreibung der in Groningen im Jahr 1826 aufgetretenen Epidemie. Gerbrand Bakker wurde 1806 Mitglied der Hollandsche Maatschappij der Wetenschappen, am 14. November 1812 Korrespondierendes Mitglied des Koninklijk Instituut van Wetenschappen, Letterkunde en Schoone Kunsten und am 10. August 1820 unter der Präsidentschaft des Mediziners Christian Gottfried Daniel Nees von Esenbeck mit dem akademischen Beinamen Veslingius unter der Matrikel-Nr. 1172 als Mitglied in die Kaiserliche Leopoldino-Carolinische Akademie der Naturforscher aufgenommen.

## Schriften
- Gerbrandus Bakker: De noxis, quas sua gravitate descendens materia purulenta aliquando in corpore humano exserit. Typis Leonardi Herdingh, Lugduni Batavorum 1794 (Digitalisat)
- Epidemia quae anno mdcccxxvi. urbem Groningam adflixit, in brevi conspectu posita. W. van Boekeren, Groningae 1826 (Digitalisat)
- De volksziekte, welke in het jaar 1826 te Groningen geheerscht heeft. W. van Boekeren, Groningen 1827 (Digitalisat)